# Левицький Модест Олександрович
Модест Олександрович Леви́цький (псевдонім і криптоніми: М. Лев, М. Л., Л.; нар. 16 серпня 1874, Нижнів — пом. 1927, Бразилія) — український хоровий диригент, співак (баритон), музичний і театральний критик, музично-громадський діяч.

## Біографія
Народився 16 серпня 1874 року в селі Нижневі (нині Івано-Франківський район Івано-Франківської області, Україна). Закінчив гімназію у Станіславові. Музики, зокрема основ диригування, навчався спочатку в батька, Олександра Йосифовича, священика й диригента хору, потім приватно у Відні.
Упродовж 1893—1998 років разом із батьком керував хором міщан у містечку Скалі-над-Збручем на Тернопільщині. У репертуарі були церковні піснеспіви, канти, а також твори Михайла Вербицького, Анатоля Вахнянина, Віктора Матюка, Петра Ніщинського, Миколи Лисенка, Остапа Нижанківського, Дениса Січинського, українські народні пісні, зокрема колядки, веснянки. Одночасно навчався на юридичному факультеті Чернівецького університету, який закінчив 1898 року.
З 1899 року працював на залізниці в Чернівцях. 1899 року став співзасновником хорового товариства «Боян Буковинський», яке очолив 1903 року. Як співак щорічно виступав із хором на концертах «Просвіти» й традиційних Шевченківських вечорах. У 1904 році був учасником свята з нагоди творчого ювілею Войтєха Гржімали; у 1906 році — концертів Гната Хоткевича.
1904 року в Чернівцях організував першу на Буковині Музичну школу імені Миколи Лисенка, з 1907 року був її директором. У школі викладалися теорія, історія музики, солоспів, гра на фортепіано і скрипці. Завдяки йому уже на третьому році її існування в ній навчалося понад 40 учнів. 1905 року заснував «Товариство для плекання української пісні, музики і штуки драматичної», яке утримувало музичну школу, проводило концерти й драматичні вистави, мало нотну бібліотеку, популяризувало твори українських композиторів.
Восени 1918 року став одним із організаторів української влади на Буковині. 1919 року обраний членом комісії суспільної опіки та комунікаційної комісії Української національної ради Західноукраїнської народної республіки. 1920 року румунською владою був висланий до міста Теребовлї, де працював в Українській торговельно-господарській спілці, керував церковним та просвітянським хорами. Автор статей у пресі, зокрема у львівській газеті «Діло», чернівецькій газеті «Буковина». 1925 року на запрошення Петра Карманського емігрував до Бразилії, де й помер у 1927 році.